# Fifty Shades Darker: Original Motion Picture Soundtrack
Fifty Shades Darker: Original Motion Picture Soundtrack es el álbum de banda sonora de la película Cincuenta Sombras más Oscuras, una adaptación de la novela de E. L. James del mismo nombre. Fue lanzado a través de Universal Studios y Republic Records el 10 de febrero de 2017. 

## Información del álbum

### Sencillos
El sencillo principal, «I Don't Wanna Live Forever», contó con Taylor Swift y Zayn Malik y fue lanzado el 9 de diciembre de 2016. Logró posicionarse en el número 3 de las listas musicales de Reino Unido y se ha mantenido en el top 40 desde que fue lanzado. 
"Not Afraid Anymore" interpretada por Halsey fue lanzado como el segundo sencillo el 13 de enero de 2017. 

### Versiones
La banda sonora de la película se lanzó en dos versiones separadas; uno con los 19 sencillos de artistas populares que se usaron en la película, y otro lanzamiento separado del score original compuesto por Danny Elfman. Dos de los temas de Elfman también fueron incluidos en la primera versión.

## Lista de sencillos
| N.º | Título                                                | Escritor(es)                                                                  | Productor(s)                | Duración |  |
| 1.  | «I Don't Wanna Live Forever» (Zayn y Taylor Swift)    | Taylor Swift Sam Dew Jack Antonoff                                            | Antonoff                    | 4:05     |  |
| 2.  | «Not Afraid Anymore» (Halsey)                         | Ashley Frangipane Jason Quenneville Nasri Atweh Adam Messinger                | The Messengers DaHeala      | 3:46     |  |
| 3.  | «Pray» (JRY featuring Rooty)                          | H. Mills Julian Bunetta C. Knight John Ryan Teddy Geiger Ruth-Anne Cunningham | C. Knight H. Mills          | 3:20     |  |
| 4.  | «Lies in the Dark» (Tove Lo)                          | Tove Nilsson Mike Riley Daniel Traynor                                        | Jason Gill Riley Grades     | 3:41     |  |
| 5.  | «No Running from Me» (Toulouse)                       | Toluwanimi Adeyemo                                                            | Toulouse                    | 3:11     |  |
| 6.  | «One Woman Man» (John Legend)                         | Tobias Gad John Stephens                                                      | Toby Gad                    | 4:04     |  |
| 7.  | «Code Blue» (The-Dream)                               | Christopher Stewart Terius Nash                                               | Tricky Stewart The-Dream    | 4:45     |  |
| 8.  | «Bom Bidi Bom» (Nick Jonas y Nicki Minaj)             | Jason Evigan Breyan Isaac Marcel Botezan Sebastian Barac Onika Maraj          | Evigan Isaac                | 3:34     |  |
| 9.  | «Helium» (Sia)                                        | Sia Furler Chris Braide                                                       | Braide Oliver Kraus         | 4:12     |  |
| 10. | «Cruise» (Kygo featuring Andrew Jackson)              | Kyrre Gørvell-Dahll Andrew Jackson                                            | Kygo                        | 3:44     |  |
| 11. | «The Scientist» (Corinne Bailey Rae)                  | Chris Martin Jonny Buckland Guy Berryman Will Champion                        | Corinne Bailey Rae SJ Brown | 3:16     |  |
| 12. | «They Can't Take That Away from Me» (José James)      | George Gershwin Ira Gershwin                                                  | Don Was                     | 2:04     |  |
| 13. | «Birthday» (JP Cooper)                                | John Paul Cooper Teemu Brunila                                                | Brunila                     | 3:23     |  |
| 14. | «I Need a Good One» (The Avener featuring Mark Asari) | Tristan Casara Mark Asari Charles Oluwafunsho Nnaji                           | The Avener                  | 3:48     |  |
| 15. | «Empty Pack of Cigarettes» (Joseph Angel)             | Jimmy Messer Joseph Angel                                                     | Messer Angel                | 3:51     |  |
| 16. | «What Would It Take» (Anderson East)                  | Michael Anderson Aaron Raitere                                                | Anderson East Raitere       | 3:59     |  |
| 17. | «What Is Love?» (Frances)                             | Sophie Frances Cooke                                                          | Steve Fitzmaurice Frances   | 4:07     |  |
| 18. | «On His Knees» (Danny Elfman)                         | Danny Elfman                                                                  | Elfman                      | 2:50     |  |
| 19. | «Making It Real» (Daniel Elfman)                      | Elfman                                                                        | Elfman                      | 2:08     |  |

| Fifty Shades Darker — Edición de lujo de Target (bonus tracks) - Target Deluxe Edition omite el track 15 "Empty Pack of Cigarettes" y re-enumera las pistas restantes . |                                                         |              |          |  |
| N.º | Título                                                  | Performer(s) | Duración |  |
| 19. | «Kiss Me» (Rita Ora)                                    |              | 3:52     |  |
| 20. | «I've Got You Under My Skin» (José James)               |              | 3:42     |  |
| 21. | «Living Hand to Mouth» (Little Charlie & the Nightcats) |              | 3:20     |  |

## Posicionamiento
| Lista (2017)                        | Mejor posición |
| ----------------------------------- | -------------- |
| Australia (ARIA)                    | 1              |
| Austria (Ö3 Austria)                | 1              |
| Bélgica (Ultratop Flandes)          | 4              |
| Bélgica (Ultratop Valonia)          | 5              |
| Canadá (Billboard Canadian Albums)  | 1              |
| Dinamarca (Hitlisten)               | 2              |
| Países Bajos (Album Top 100)        | 12             |
| Finlandia (Suomen virallinen lista) | 1              |
| Greek Albums (IFPI)                 | 46             |
| Hungría (MAHASZ)                    | 11             |
| Italian Compilation Albums (FIMI)   | 4              |
| Nueva Zelanda (RMNZ)                | 4              |
| Noruega (VG‑lista)                  | 1              |
| Polonia (ZPAV)                      | 2              |
| Spanish Albums (PROMUSICAE)         | 10             |
| Suiza (Schweizer Hitparade)         | 3              |
| Estados Unidos (Billboard 200)      | 1              |